# Assin South District
Assin South District ist einer von 13 Distrikten der Central Region von Ghana. Er grenzt an die Distrikte Assin North, Twifo/Heman/Lower Denkyira, Upper Denkyira, Asikuma/Odoben/Brakwa, Ajumako/Enyan/Essiam, Mfantsiman und Abura/Asebu/Kwamankese in der Central Region. Chief Executive des Distriktes ist Millicent A. Kuranchie.
Der Assin South wurde erst im Jahr 2004 per Dekret vom 12. November 2003 von Präsident John Agyekum Kufuor aus dem ehemaligen Distrikt Assin gegründet. Ebenfalls aus diesem ehemaligen Distrikt entstand der Assin North District.

## Bevölkerung
Im Distrikt bestehen sechs traditionelle Gebiete von Oberhäuptlingen (Paramount Chief's) in Asankare, Asuboa, Bompata, Gyadam, Obogu und Ofoase. 

## Wahlkreise
Im Distrikt Assin South wurde ein gleichnamiger wahlkreis eingerichtet. Im Wahlkreis Assin South errang Dominic Fobih, Minister für Erziehung, Sport und Wissenschaft in Ghana, für die Partei New Patriotic Party (NPP) bei den Parlamentswahlen 2004 den Sitz im ghanaischen Parlament. 

## Ortschaften
| - Assin Adiembra - Assin Asamankese - Assin Darmang - Assin Ongwa (Aworoso) - Assin Jakai | - Nsuta - Ongua - Assin Akyiase - Assin Ngresi - Gyakai |